# Kid Harpoon

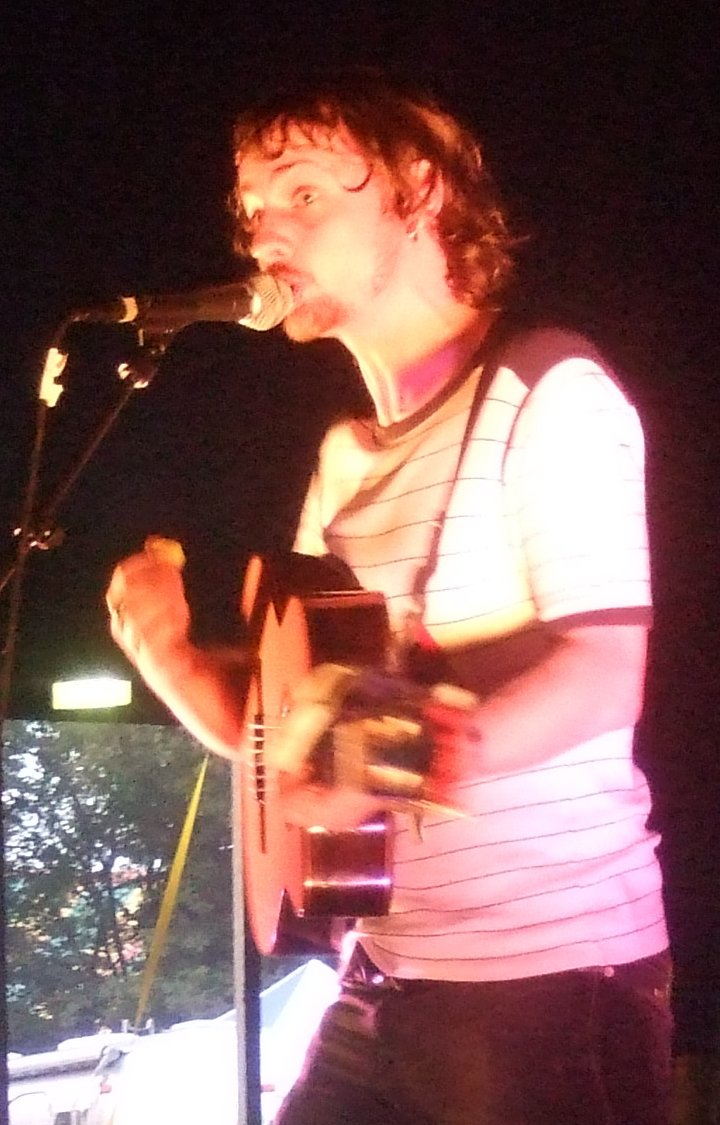
Kid Harpoon in Glastonbury 2007

Kid Harpoon, mit richtigem Namen Thomas Edward Percy Hull (* 20. April 1982 in Chatham), ist ein englischer Songwriter und Musikproduzent. Bekannt wurde er 2011 durch seine Arbeit für Florence + the Machine. Die größten Erfolge hatte er um 2020 durch die Zusammenarbeit mit Harry Styles, die ihm Auszeichnungen bei den Grammys und den BRIT Awards brachte.

## Biografie
Tom Hull bekam als Kind Klavier- und Gesangsunterricht, spielte aber am liebsten Akustikgitarre. Er begann in seiner Heimat in Kent als Kid Harpoon aufzutreten und machte auch erste Aufnahmen. In den 2000er Jahren ging er nach London, wurde in einem Club fest angestellt und war außerdem Tourgitarrist von Interpreten wie Jamie T und den Kooks. Schließlich unterschrieb er einen Plattenvertrag und veröffentlichte 2006 seine erste Single Riverside, gefolgt von zwei EPs und 2008 dem Album Once, produziert von Trevor Horn. Trotz guter Kritiken gelang ihm der Durchbruch aber nicht.
Die Zusammenarbeit mit Horn und später mit Paul Epworth brachte ihn dazu, selbst für andere zu produzieren und Songs zu schreiben. Bei seiner Tätigkeit als Tourgitarrist hatte er Florence + the Machine kennengelernt und Gelegenheit bekommen, mit ihnen Songs zu schreiben. Mit Epworth produzierte er drei Songs für das Nummer-eins-Album Ceremonials. Der von ihm mitgeschriebene Song Shake It Out war 2011 ein internationaler Hit und wurde in Großbritannien und USA mit Mehrfach-Platin ausgezeichnet. Außerdem brachte es ihm eine Nominierung beim Ivor Novello Award für Songwriter. Der Erfolg öffnete ihm die Tür zu weiteren Produktionen. Mit Florence bearbeitete er wenig später den Song Sweet Nothing von Calvin Harris, der noch ein bisschen erfolgreicher war und Platz 1 in den britischen Charts erreichte.
Es folgten Zusammenarbeiten mit Interpreten wie Shakira, Jessie Ware, Birdy, Foxes, Lily Allen, Years & Years, Shawn Mendes und 2017 erstmals mit Harry Styles, bei dessen Debütalbum er an zwei Songs beteiligt war. Beim zweiten Album Fine Line waren er und Tyler Johnson Hauptsongschreiber und Produzenten. Beide Alben und der Song Watermelon Sugar erreichten in den USA Platz 1. Der Song Adore You brachte ihm seinen ersten Ivor Novello Award. 2020 produzierte er mit Wonder von Shawn Mendes zusammen mit Nate Mercereau ein weiteres Hitalbum. An der Hälfte der Albumtracks schrieb er mit, unter anderem am Titelsong, der ebenfalls international erfolgreich war.
Zwei Jahre später folgte Harry’s House, das dritte Album von Harry Styles, das er wieder zusammen mit Tyler Johnson produzierte und schrieb. Es wurde das Album des Jahres in Großbritannien und weltweit eines der Topalben. Bei den Grammy Awards wurde es als Album of the Year ausgezeichnet, einen zweiten Grammy bekam er als Produzent in der Kategorie Pop. Der Song As It Was, ein internationaler Nummer-eins-Hit, brachte ihm zwei weitere Nominierungen und einen zweiten Ivor-Novello-Award. Bei den BRIT Awards gewann er die Auszeichnung als Songwriter des Jahres, vier weitere Preise gingen an Harry Styles bzw. das Album und den Song As It Was. 2022 produzierte er außerdem noch das Nummer-eins-Album Dance Fever von Florence + the Machine, Special von Lizzo, das bei den Grammys zu den Nominierungen für das Album des Jahres gehörte, und Surrender von Maggie Rogers, ein Top-10-Album in UK.
2023 war er an einem weiteren Album des Jahres mit einer Grammy-Nominierung beteiligt: Mit Johnson produzierte er die Hälfte der Songs auf Endless Summer Vacation von Miley Cyrus. Darunter war auch das Lied Flowers, das den Grammy für die Single des Jahres bekam.

## Diskografie
Ausgewählte Beteiligungen an Alben und Singles (A = Autor, P = Produzent)
Alben
- Still Sad Still Sexy EP / Lykke Li (2019, A/P 3 Songs)
- Fine Line / Harry Styles (2020, A/P mit Tyler Johnson)
- Wonder / Shawn Mendes (2020, A/P mit Nate Mercereau, Scott Harris u. a.)
- Harry’s House / Harry Styles (2022, A/P mit Tyler Johnson)
- Surrender / Maggie Rogers (2022, A/P mit Maggie Rogers)
- Endless Summer Vacation (2023, P 6 Songs)

Lieder
- Never Let Me Go / Florence + the Machine (2011, A)
- Shake It Out / Florence + the Machine (2011, A)
- Wildest Moments / Jessie Ware (2012, A/P)
- Sweet Nothing / Calvin Harris featuring Florence Welch (2012, A)
- Give Up / Miles Kane (2013, A)
- Light Me Up / Birdy (2013, A)
- Days Are Gone / Haim (2013, A)
- Can’t Remember to Forget You / Shakira featuring Rihanna (2014, A/P mit Shakira)
- Let Go for Tonight / Foxes (2014, A/P)
- Burning Gold / Christina Perri (2014, A)
- Desire / Years & Years (2014, A)
- What Kind of Man / Florence + the Machine (2015, A)
- Ship to Wreck / Florence + the Machine (2015, A/P)
- Higher / Sigma featuring Labrinth (2015, A)
- Meteorite / Years & Years (2016, A/P)
- Roses / Shawn Mendes (2016, A)
- Sweet Creature / Harry Styles (2017, A/P)
- Carolina / Harry Styles (2017, A/P)
- Sanctify / Years & Years (2018, A/P)
- Light On / Maggie Rogers (2018, A/P)
- Lights Up / Harry Styles (2019, A/P)
- Mirage (Don’t Stop) / Jessie Ware (2019, A)
- Watermelon Sugar / Harry Styles (2019, A/P)
- Adore You / Harry Styles (2019, A/P)
- Wonder / Shawn Mendes (2020, A/P)
- As It Was / Harry Styles (2022, A/P)
- If You Love Me / Lizzo (2022, A/P)
- Flowers / Miley Cyrus (2023, P)

## Auszeichnungen
Grammy Awards
- 2016:
  - Nominierung Best Rock Song: What Kind of Man von Florence + the Machine (als Songwriter)
- 2023:
  - Album of the Year: Harry’s House von Harry Styles (als Produzent und Songwriter)
  - Best Pop Vocal Album: Harry’s House von Harry Styles (als Produzent und Songwriter)
  - Nominierungen Record of the Year / Song of the Year für As It Was von Harry Styles (als Produzent bzw. Songwriter); Album of the Year für Special von Lizzo (als Produzent)
- 2024:
  - Record of the Year: Flowers von Miley Cyrus (als Produzent)
  - Nominierung Album of the Year für Endless Summer Vacation von Miley Cyrus (als Produzent)

BRIT Awards
- 2023
  - Songwriter of the Year

Ivor Novello Award
- 2021: Most Performed Work für Adore You von Harry Styles (mit Harry Styles, Tyler Johnson und Amy Allen)[2]
- 2023: Most Performed Work für As It Was von Harry Styles (mit Harry Styles und Tyler Johnson)[3]